# François Poullain de La Barre
François Poullain de La Barre (Parigi, 1647 – Ginevra, 1726) è stato un filosofo e scrittore francese.

## Biografia
Figlio di Nicolas, avvocato al parlamento di Parigi, nel 1663
conseguì il titolo di Magister artium presso la Sorbona e nel 1666 il baccellierato in teologia. 
Dopo questi studi, François Poullain de la Barre adotta la filosofia di Cartesio. Svolge attività di sacerdote nella regione della Champagne prima di convertirsi al protestantesimo nel 1688. Dopo la revoca dell'editto di Nantes si reca in esilio a Ginevra dove si dedica all'insegnamento presso il Collège Calvin.
Secondo molti può essere considerato a tutti gli effetti il padre del femminismo moderno.
Convinto delle ingiustizie perpetuate nei confronti delle donne e sulla disparità di comportamento tra i due sessi, applica i principi cartesiani alla questione delle donne. Inoltre ha scritto numerosi testi di filosofia sociale nei quali denuncia il pregiudizio sessista contro le donne nel XVII secolo che le rende soggette a discriminazioni. Ciò fece di lui un campione di parità sociale tra donne e uomini e un precursore delle teorie femministe.
Nel 1673 ha pubblicato anonimamente De l'égalité des deux sexes, discours physique et moral où l'on voit l'importance de se défaire des préjugez nel quale dimostra che la disparità di trattamento subito dalle donne non ha alcun fondamento, ma nasce esclusivamente da un pregiudizio culturale. Egli raccomanda che le donne ricevano un'educazione adeguata, ma anche che siano aperte a loro tutte le carriere, comprese quelle scientifiche. 
In un'altra opera, anche questa pubblicata anonima nel 1674, L'educazione delle donne per la guida dello spirito nelle scienze e nei costumi, Poullain La Barre continua la sua analisi sull'istruzione femminile, ma pochi anni dopo, difende il punto di vista totalmente opposto nel suo libro De l'excellence des hommes contre l'égalité des sexes, dove confuta sistematicamente tutti gli argomenti che egli stesso aveva sviluppato. 
Il filosofo francese Pierre Bayle ipotizzò che Poullain avesse smentito la sua tesi perché si sentiva minacciato, ma gli argomenti eccessivamente anti-femministi fanno sorgere alcuni dubbi sulla sincerità di questa sua "confutazione". 

È di François Poullain de La Barre la famosa massima 

## Opere
- (FR) De l'Égalité des deux sexes, discours physique et moral où l'on voit l'importance de se défaire des préjugés, Parigi, Chez Jean du Puis, 1673; Fayard, 1984.
- (FR) De l'Éducation des dames pour la conduite de l'esprit dans les sciences et dans les mœurs, entretiens, Paris, Chez Jean du Puis, 1674; Université de Toulouse Le Mirail, Toulouse, 1980, 1985.
- (FR) De l'Excellence des hommes contre l'égalité des sexes, Paris, J. Du Puis, 1675.
- (FR) Essai des remarques particulières sur la Langue Françoise, pour la Ville de Genève, Genève, 1691.
- (FR) La Doctrine des protestans sur la liberté de lire l'Ecriture sainte, le service divin en langue entenduë, l'invocation des saints, le sacrement de l'Eucharistie, Genève, 1720.
- (EN) Three Cartesian Feminist Treatises, Chicago, University of Chicago press, 2002.